# دير هند الكبرى
دير هند الكبرى ويسمى كذلك دير هند الأقدم، هو دير بنته هند بنت الحارث بن عمرو الكندي أم عمرو بن المنذر، وكتبت في صدره: «بنت هذه البيعة هند بنت الحارث بن عمرو بن حجر الملكة بنت الأملاك وأم الملك عمرو بن المنذر، أمة المسيح، وأم عبده في زمن مار افريم الأسقف، فالإله الذي بنت له هذا الدير يغفر خطيئتها ويترحم عليها وعلى ولدها ويقبل بها وبقومها إلى إقامة الحق، ويكون معها ولدها الدهر الداهر». وروى ياقوت عن عبد الله بن مالك الخزاعي أن يحيى بن خالد البرمكي خرج مع الرشيد إلى الحيرة لمشاهدة آثار قبر النعمان، فطالعا كتابة على أحد جدران الدير نصها: